# Pierre Failliot
Pierre Alexis Louis Failliot (ur. 25 lutego 1889 w Paryżu, zm. 31 grudnia 1935 tamże) – francuski lekkoatleta (sprinter), wicemistrz olimpijski z 1912 oraz zawodnik rugby union.
Na igrzyskach olimpijskich w 1912 w Sztokholmie zdobył srebrny medal w sztafecie 4 × 400 metrów (biegła w składzie: Charles Lelong, Robert Schurrer, Failliot i Charles Poulenard) za zespołem Stanów Zjednoczonych. Na tych samych igrzyskach startował również w biegu na 100 metrów (odpadł w eliminacjach), biegu na 200 metrów (odpadł w eliminacjach), sztafecie 4 × 100 metrów (odpadła w eliminacjach), pięcioboju (zajął 17. miejsce) i dziesięcioboju (nie ukończył).
Był mistrzem Francji w biegu na 100 metrów w 1908, 1909 i 1911, na 200 metrów w 1908, 1909, 1911 i 1912, na 400 metrów w 1908, 1909 i 1911, na 400 metrów przez płotki w 1909 i w rzucie oszczepem w 1912. Był również wicemistrzem w biegu na 400 metrów i biegu na 800 metrów w 1907 oraz brązowym  medalistą w pchnięciu kulą w 1912.
Failliot był rekordzistą Francji w na 400 metrów z wynikiem 49,0 (31 maja 1908 w Paryżu) oraz w sztafecie 4 × 400 metrów z czasem 3:20,7 uzyskanym podczas igrzysk w Sztokholmie 15 lipca 1912.
Był ośmiokrotnym reprezentantem Francji w rugby union w latach 1911-1913.
Opublikował w 1911 wraz z Louisem Bonniot de Fleuracem podręcznik lekkoatletyki Les courses à pied et les concours athlétiques.